# Heroes of the Storm
Heroes of Storm er et multiplayer online battle arena computerspil udviklet af Blizzard Entertainment til Microsoft Windows og OS X. Grundlaget for spillet er en kombination af helte fra Blizzards Warcraft-, Diablo- og StarCraft- serier og spillet foregår i Nexus.
Spillet startede lukkede beta den 13. januar 2015 og en fuld version af spillet blev udgivet den 2. juni 2015.